# Лопухово (Білостоцький повіт)
Лопухово (пол. Łopuchowo) — село в Польщі, у гміні Тикоцин Білостоцького повіту Підляського воєводства.
Населення — 259 осіб (2011).
У 1975-1998 роках село належало до Білостоцького воєводства.

## Демографія
Демографічна структура станом на 31 березня 2011 року:
|          | Загалом | Допрацездатний вік | Працездатний вік | Постпрацездатний вік |
| -------- | ------- | ------------------ | ---------------- | -------------------- |
| Чоловіки | 121     | 24                 | 76               | 21                   |
| Жінки    | 138     | 24                 | 78               | 36                   |
| Разом    | 259     | 48                 | 154              | 57                   |